# 漢港控股
漢港控股集團有限公司（港交所：1663）是一家中國房地產開發公司，主要在江西省開發地產項目。漢港控股的母公司為新加坡交易所上市的汎港地產集團，前身為「漢港房地產集團有限公司」。
2011年7月，漢港房地產在香港進行公開招股，漢港房地產發行3億股新股，招股價介乎1.1至1.68港元，集資金額為最多5.04億元。漢港房地產計劃上市後會專注發展江西省的地產項目，而未来會向華中地區以南城市發展，而母公司會以發展華東地區為主。
2012年8月，漢港房地產，以70南非元收購南非公司Raptobyte(Pty) Limited的70%股權。

## 外部連結
- sinoharbour.com.hk （页面存档备份，存于）
- 漢港房地產招股章程 （页面存档备份，存于）